# International Tennis Number
Die International Tennis Number (ITN) ist eine internationale Bewertungsziffer, welche die allgemeine Spielstärke eines Tennisspielers darstellt. Nach diesem System werden Spieler von ITN 1 bis ITN 10 bewertet. Die ITN 1 erhält ein sehr spielstarker Spieler (ein Spieler mit einem ATP-/WTA-Ranglistenplatz oder einem ähnlich hohen Spielniveau). Die ITN 10 erhält ein Spieler, der gerade mit dem Tennisspielen begonnen hat. Die ITN ist mit dem Handicap beim Golf vergleichbar.

## Entstehung
2001 gründete die International Tennis Federation eine Internationale Bewertungs-Arbeitsgruppe, deren alleiniger Arbeitsauftrag ist:
Ein internationales Tennis-Bewertungssystem ins Leben zu rufen, das weltweit zu einem Zuwachs des Wettkampftennis auf allen Niveaus führt, und es zu nutzen und zu fördern.
Ziele des Bewertungssystems
Das Internationale Bewertungs-Projekt liefert eine Methode, Tennisspieler weltweit nach ihrer Spielstärke einzustufen, was wiederum helfen kann:
- zu mehr Tennisspiel zu motivieren,
- die Tenniswelt unter einer gemeinsamen Bewertungssprache zu vereinigen,
- Nationen zu ermutigen, ein internationales Bewertungssystem national einzuführen,
- eine Vielzahl von Tennis-Wettbewerbsformen zu fördern, die in Zusammenhang mit dem Bewertungssystem stehen,
- es zu ermöglichen, passende Spielpartner zu finden und somit mehr Spaß am Tennis zu haben,
- Begegnungen von Spielern aller Spielstärken aus verschiedenen Ländern zu erleichtern.

Start
Der Startschuss für die ITN fiel bei den Australian Open 2003, als Tennis Australia als erstes Mitgliedsland der ITF die ITN zum offiziellen nationalen Bewertungssystem machte.

## Kategorien
Die Bewertung des Leistungsniveaus soll nicht durch die bloße Beurteilung von einzelnen Schlägen erfolgen, sondern auch unter Berücksichtigung von allgemeinen Eigenschaften der verschiedenen Spielniveaus, den fünf Spiel- oder taktischen Situationen im Tennis (Aufschlag, Rückschlag, Grundlinienspiel, Angriff, Passierschlag) und der Spielweise des Spielers.
| ITN 1    | Dieser Spieler hat sich intensiv auf nationale Wettbewerbe auf Junioren- und/oder Erwachsenen-Ebene vorbereitet. Er hat einen ATP-/WTA-Ranglistenplatz bzw. wäre imstande einen zu haben und bestreitet sein Haupteinkommen aus dem Preisgeld von Turnieren. |
| ITN 2    | Dieser Spieler weist Schlagkraft und/oder Sicherheit als größte Stärke seines Spiels auf. Er kann in einer Wettbewerbssituation Strategien und Spielarten variieren. Er hat normalerweise eine nationale Ranglistenposition. |
| ITN 3    | Dieser Spieler sieht voraus, was sein Gegner macht und verfügt häufig über einen hervorragenden bestimmten Schlag oder eine Fähigkeit, um die herum sein Spiel aufgebaut werden kann. Er ist in der Lage regelmäßig zu punkten und von den kurzen Bällen seines Gegners zu profitieren. Er kann Volleys und Schmetterbälle verwandeln und kann sich auf verschiedene Aufschlagarten verlassen. |
| ITN 4    | Dieser Spieler beherrscht Schlagkraft und Drall, kommt mit schnelleren Bällen zurecht und weist gute Beinarbeit auf. Er kann seine Schlaglänge kontrollieren und sein Spiel auf den Gegner abstimmen. Er serviert den 1. Aufschlag sehr kraftvoll und den 2. Aufschlag mit Drall. |
| ITN 5    | Dieser Spieler besitzt verlässliche Schläge und ist in der Lage, die Richtung und die Länge der Grundschläge und der Schläge mit mittlerer Geschwindigkeit zu kontrollieren. Er vermag Lobs, Schmetterbälle, Angriffsbälle und Flugbälle recht erfolgreich anzuwenden. |
| ITN 6    | Dieser Spieler rückt mehr zum Netz auf, kann das gesamte Spielfeld abdecken, steigert die Kontrolle über seine Schläge und entwickelt Teamwork im Doppel. |
| ITN 7    | Dieser Spieler ist ziemlich beständig bei mittelschnellen Schlägen, hat aber nicht viel Erfahrung mit anderen Schlägen. Ihm fehlt die Kontrolle über Länge, Richtung und Kraft der Schläge. |
| ITN 8    | Dieser Spieler kann beurteilen, wo der Ball hingehen wird und ist in der Lage einen kurzen Ballwechsel mit langsamen Schlägen zu führen. |
| ITN 9    | Dieser Spieler muss Spielerfahrung sammeln und er kann seine Schläge einigermaßen erfolgreich ausführen. |
| ITN 10   | Dieser Spieler kann wettkampfmäßig auf dem großen Platz mit einem normalen, von der ITF zugelassenen Ball aufschlagen, returnieren und Ballwechsel spielen. |
| ITN 10.1 | Dieser Spieler kann im Kleinfeld mit Methodicbällen und ggf. mit kleineren Schlägern Ballwechsel spielen. |
| ITN 10.2 | Dieser Spieler hat bereits einige tennis-spezifische Fertigkeiten entwickelt und kann ankommende Bälle zurückschlagen, ist aber noch nicht zu kontrollierten Ballwechseln aus der Bewegung fähig. |
| ITN 10.3 | Dieser Spieler steht am Anfang der Entwicklung seiner Tennisfertigkeiten und lernt vorrangig einfache Koordinationsübungen. |

## Bewertung
Die Bewertungsmethoden können abhängig von der Situation in dem jeweiligen Land, der Region oder dem Tennisclub unterschiedlich sein, z. B. wie folgt:
| Selbst-Bewertung:             | Spieler können sich mit Hilfe der angebotenen Richtlinien selber einstufen. |
| Unabhängige Prüfer/Einstufer: | Einige Nationen wollen die Verantwortung für die Bewertung der Spieler vielleicht unabhängigen Personen übertragen, die mit dem ITN-System vertraut sind. Bei diesen Personen kann es sich um Clubtrainer, Vereinsmanager oder Turnierleiter handeln. Einige Nationen haben bereits Videos erstellt, um den Bewertern ihre Aufgabe zu erleichtern. |
| Computer-Bewertung:           | Einige Nationen verwenden Computer, um die Spieler einzustufen. Interaktive Programme könnten die Spieler durch die Beantwortung von Fragen zu ihrer korrekten Einstufung führen. Computer-Programme können Spieler aufgrund der erzielten Ergebnisse laufend neu bewerten.                                                                        |

## ITN AUSTRIA
ITN AUSTRIA ist eine Weiterentwicklung des ITN-Spielstärkesystems für Österreich unter strikter Einhaltung der Vorgaben des Internationalen Tennisverbands (ITF). In einem ersten Schritt wurden alle Mannschaftsmeisterschaftsspieler (ca. 60.000 Personen) aufgrund ihrer Antrittsposition in ihrer Mannschaft bzw. Spielklasse sowie sämtlicher Spielergebnisse der letzten sieben Jahren erst-eingestuft. Alle Meisterschafts-Spielklassen wurden nach den Richtlinien der ITF bezüglich des Spielniveaus geprüft, österreichweit verglichen und kategorisiert. Diese automatische Grund-Einstufung wurde von Vereins- und Landesverbandsfunktionären geprüft und freigegeben, womit höchst aussagekräftige Ausgangswerte generiert wurden.
Seit dem Zeitpunkt der Freigabe der Erst-Einstufungswerte werden alle Tennis-Spiele, die in einem offiziellen Bewerb des Österreichischen Tennisverbands oder seiner Landesverbände stattfinden, über eine eigens entwickelte Online-Software-Lösung mittels verschiedener Berechnungsformeln in Echtzeit im Spielstärkesystem berücksichtigt. Dadurch ist ITN AUSTRIA ein höchst dynamisches und flexibles System. Die Software berücksichtigt dabei auch Spielstärkenveränderungen, die sich automatisch durch Änderung des Alters des Spielers ergeben oder durch nicht regelmäßiges Tennisspielen. Dadurch entwickeln sich auch die Spielstärkewerte, wenn keine oder zu wenige Spielergebnisse einer Person vorliegen, damit die relative Vergleichbarkeit stets gegeben ist.
Spieler können ihre ITN-Werte über die ITN AUSTRIA Micro-Site abrufen (erreichbar über tennisaustria.at), Einsicht in die zugrunde liegenden Spielergebnisse nehmen und gegebenenfalls ihren ITN-Wert reklamieren, falls falsche Spielergebnisse zugeordnet wurden oder die Ersteinstufung nicht korrekt war. Die ITN AUSTRIA Micro-Site verzeichnete in den ersten beiden Monaten nach ihrer Einführung im Mai 2009 1,5 Millionen Seitenaufrufe, was für größtes Interesse und hohe Akzeptanz der Spieler für das neue Bewertungssystem spricht.
Durch die hohe Aussagekraft des österreichischen Systems wird ITN bereits zur Setzung in Teilen der Mannschaftsmeisterschaft herangezogen, die Begegnungen werden ausgeglichener und die Spielresultate knapper, was mehr Spannung und Freude für den einzelnen Spieler bedeutet. Einzelne Spielresultate sind nicht mehr nur für das Abschneiden der gesamten Mannschaft relevant, sondern für den Spieler selbst, weshalb die Anzahl der nicht-ausgetragenen Spiele in der Meisterschaft – weil das Spiel in der gesamten Begegnung oder im Hinblick auf die Gesamt-Tabelle keine Relevanz mehr hatte – deutlich zurückgegangen ist.
Da ITN insbesondere zur Förderung des Breitensports entwickelt wurde, werden seit 2009 Vereine geschult, wie sie ITN AUSTRIA außerhalb der Mannschaftsmeisterschaft zur Anwendung bringen können. Durch eine Online-Verwaltungssoftware können Vereine „einfache Vereinsmitglieder“ in das System aufnehmen. Damit diese korrekt eingestuft werden, wurden den Vereinen umfangreiche Informationsunterlagen zur Verfügung gestellt und zahlreiche Informationsveranstaltungen abgehalten. Die Einstufung kann über einen Vereinstrainer, der das Spielniveau seiner Schützlinge genau kennt, erfolgen oder auch über ein Spiel gegen einen bereits eingestuften Gegner. Dabei wird das Resultat herangezogen, um die relative Spielstärke des noch nicht eingestuften Spielers zu bestimmen. Ein 0:6, 0:6 beispielsweise führt zu einer deutlichen Abstufung des neuen Spielers, ein knappes 3-Satz-Ergebnis führt zum gleichen Einstufungswert, da davon ausgegangen werden kann, dass beide Spieler gewinnen hätten können und somit über ein nahezu gleiches Spielniveau verfügen.
Der Österreichische Tennisverband versteht ITN als ein Basis-Werkzeug, das ideal dazu geeignet ist, neue Spielformate für den nicht-wettkampforientierten Spieler zu entwickeln. Kleine Turniere auf Vereinsebene, die nach Spielstärke ausgeschrieben sind und theoretisch auch geschlechts- und altersklassenübergreifend ausgetragen werden können, motivieren Mitglieder, mehr Tennis zu spielen und aktiv am Clubleben teilzunehmen. Die Resonanz aktiver „ITN-Vereine“ ist überwältigend positiv. Eine andere Initiative zielt darauf ab, sämtliche Spiele, die auf Vereinsebene ausgetragen werden, im ITN AUSTRIA-System zu erfassen. Unter dem Motto „Play Tennis“ werden Mitglieder aufgefordert, möglichst oft Tennis zu spielen und all ihre Spiele gegen Freunde und andere Vereinsmitglieder durch einen zuständigen Funktionär im Verein – den ITN-Administrator – in das Bewertungssystem einfließen zu lassen, damit die Vision des Österreichischen Tennisverbands, jeden einzelnen Tennisspieler in Österreich mit einem Spielstärkewert auszustatten, umgesetzt werden kann und der ÖTV damit dem Grundgedanken des Internationalen Tennisverbands, alle Tennisspieler weltweit in einem einheitlichen Klassifizierungssystem zu vereinen, folgt.